# Rastriya Sabha
Die Rastriya Sabha (Nepali राष्ट्रिय सभा deutsch ‚Nationalversammlung‘, englisch National Assembly) ist das Oberhaus des Parlaments von Nepal, des Sanghiya Sansad. Die andere Kammer des Parlaments ist das als Pratinidhi Sabha, deutsch Repräsentantenhaus, bezeichnete Unterhaus.

## Geschichte
Die Nationalversammlung nach der Verfassung von 1990 wurde am 15. Januar 2007 aufgelöst und durch ein Interimsparlament mit einer Kammer ersetzt. Nach zwei Wahlen zur Verfassunggebenden Versammlung, die auch als Parlament diente, sah die neue Verfassung Nepals von 2015 die Nationalversammlung als Oberhaus vor.
Die ersten Wahlen für die Nationalversammlung fanden am 7. Februar 2017 statt.

## Wahlsystem
Die Nationalversammlung hat 56 Abgeordnete, 8 pro Provinz, die von einem Wahlkollegium gewählt werden, das sich aus Mitgliedern der Provinzversammlungen und Vorsitzenden und stellvertretenden Vorsitzenden von Dorfräten sowie Bürgermeistern und stellvertretenden Bürgermeistern von Stadträten zusammensetzt, die unterschiedliche Stimmengewichte haben. Zu den acht Abgeordneten, die jede Provinz vertreten, müssen mindestens drei Frauen, ein Dalit, eine Person mit Behinderung oder einer Minderheit gehören.
Hinzu kommen drei Abgeordnete, darunter mindestens eine Frau, die vom Präsidenten auf Empfehlung der Regierung ernannt werden.
Die Legislaturperiode beträgt sechs Jahre. Ein Drittel der Abgeordneten wird alle zwei Jahre neu gewählt. Für die erste Nationalversammlung, die im Rahmen der Verfassung von 2015 gegründet wurde, wird ein Drittel der Mitglieder nach Ablauf von zwei Jahren, ein weiteres Drittel nach Ablauf von vier Jahren und das letzte Drittel nach Ablauf von sechs Jahren neu gewählt.

## Wahlen
- 2018: Bei dieser ersten Wahl wurden alle 56 Mitglieder der Nationalversammlung gewählt. Wahlsieger waren die beiden kommunistischen Parteien CPN-UML und CPN-MC mit insgesamt 39 Mandaten, die sich im Jahr 2018 zur Nepalesischen Kommunistischen Partei (NPC) vereinigt hatten.